# Oliveira de Frades
Oliveira de Frades là một huyện thuộc tỉnh Viseu, Bồ Đào Nha. Huyện này có diện tích 145 km², dân số thời điểm năm 2001 là 10584 người.